# Тетрадокса
Тетрадокса (лат. Tetradoxa) — монотипный род цветковых растений семейства Адоксовые (Adoxaceae).
Единственный вид — Tetradoxa omeiensis, многолетнее травянистое растение; некоторые авторы рассматривают этот вид в составе рода Адокса (Adoxa). Эндемик Китая. Растение внесено в Красную книгу МСОП, имеет статус «Вымирающие виды» (Endangered species, EN).

## Распространение
Растение является эндемиком китайской провинции Сычуань (юг центральной части Китая), встречается здесь на горе Эмэйшань (в уезде Эмэйшань) и в округе Яань. Растёт на высоте около 2300 м над уровнем моря на влажных местах в лесах, а также, реже, на скалах.
По названию горы Эмэйшань (Эмей, Омей) — одной из четырёх священных гор буддизма в Китае — вид и получил свой видовой эпитет.

## Биологическое описание
Многолетнее травянистое растение со стеблями высотой от 10 до 20 см. Листья двух типов — от одного до трёх прикорневых и одна пара стеблевых. Базальные листья — с черешками длиной от 3 до 12 см и тройчатыми листовыми пластинами длиной и шириной от 1 до 3 см яйцевидной или дельтовидно-яйцевидной формы. Листочки базальных листьев — узкояйцевидные, разделены на остроконечных 2—5 долей. Стеблевые листья — супротивные, с черешками длиной от 0,4 до 2 см, тройчатые, похожие на базальные.
Соцветие кистевидное, состоит из нескольких (от трёх до пяти) жёлто-зелёных цветков диаметром от 5 до 8 мм. Цветки — с цветоножками длиной от 0,5 до 1 см. Чашечка дисковидная, состоит из четырёх чашелистиков. Венчик почти колёсовидный, состоит из четырёх либо пяти узкояйцевидных лепестков длиной от 2,5 до 4 мм. Фертильных тычинок четыре.
Растение цветёт в мае — июне, плодоносит в августе.

## Таксономия и классификация
Изначально растение было описано как вид рода Адокса (Adoxa) — это было сделано японским ботаником Хироси Хара. Во время своего визита в Китай и посещения горы Эмэйшань он нашёл растение, напоминающее адоксу мускусную (Adoxa moschatellina), но отличающееся от него по ряду признаков. В сентябре 1981 году в журнале Journal of Japanese botany он опубликовал статью A new species of the genus Adoxa from Mt. Omei of China (с англ. — «Новый вид рода Адокса с горы Эмэйшань в Китае») с описанием растения, которое он назвал Adoxa omeiensis. В том же 1981 году в журнале Acta Botanica Yunnanica китайский ботаник У Чжэнъи выделил этот вид в отдельный род Tetradoxa в публикации Another new genus of Adoxaceae… (с англ. — «Ещё один новый род семейства Адоксовые…»), в которой провёл сравнительный анализ нового рода с родами Sinadoxa (описанного в том же 1981 году) и Adoxa.
В некоторых источниках вид относят к роду Адокса до настоящего времени: так, в последней версии базы данных The Plant List (2013) название Tetradoxa omeiensis (H.Hara) C.Y.Wu рассматривается как синоним названия Adoxa omeiensis H.Hara.